# Меркурий (бриг, 1820)
«Мерку́рий» — 18-пушечный военный бриг русского флота. Был заложен в Севастополе 28 января (9 февраля) 1819 года и спущен на воду 7 (19) мая 1820 года. В мае 1829 года, во время Русско-турецкой войны (1828—1829 гг.) бриг под командованием капитан-лейтенанта Александра Ивановича Казарского одержал победу в неравном бою с двумя турецкими линейными кораблями, чем увековечил своё имя и за что был награждён кормовым Георгиевским флагом.

## Постройка корабля
Бриг «Меркурий» был построен на Севастопольской верфи под руководством известного впоследствии корабельного мастера Ивана Яковлевича Осминина. Судно предназначалось специально для охраны Кавказского побережья, несения дозорной службы и разведки. В качестве материала для постройки «Меркурия» был выбран крымский дуб. После окончания постройки «Меркурий» вошёл в состав 32-го флотского экипажа.
Своё имя бриг получил в честь катера «Меркурий», отличившегося во время Русско-шведской войны 1788—1790 годов под командованием капитан-лейтенанта Р. В. Кроуна. Этот катер 29 апреля (10 мая) 1789 года атаковал и сумел захватить в плен шведский 12-пушечный тендер «Снапоп», а менее, чем через месяц, 21 мая (1 июня), пленил 44-пушечный фрегат «Венус». Кроун был награждён Екатериной II орденом Святого Георгия 4-й степени, произведён в следующий чин и получил пожизненную пенсию.

## Описание

### Конструкция
Будучи бригом, «Меркурий» имел две мачты (фок и грот). Каждая мачта несла четыре рея и, соответственно, четыре прямых паруса: фок, фор-марсель, фор-брамсель и фор-бом-брамсель на фок-мачте; грот, грот-марсель, грот-брамсель и грот-бом-брамсель на грот-мачте. Также на грот-мачте имелся гафельный парус, улучшающий манёвренность. На штагах располагались стакселя (грота-стаксель, грот-стень-стаксель, грот-брам-стень-стаксель) и кливер. Кроме того, имелись лиселя, применяемые на попутных ветрах. Общая площадь парусов — 856 м².
На носу брига находилась фигура бога Меркурия. Носовая фигура была поясной, хотя на изначальных чертежах Осминина предполагалось изображение фигуры в полный рост.

### Вооружение
Вооружение брига состояло из восемнадцати 24-фунтовых карронад для ближнего боя и двух переносных 3-фунтовых пушек, имевших бо́льшую дальность стрельбы. При необходимости пушки можно было использовать как в качестве ретирадных в портах гакаборта, так и в качестве погонных в носовых портах, то есть они могли применяться и при отступлении, и при преследовании противника.
Карронады были установлены на верхней палубе, причём орудийные по́рты не закрывались, так как через них осуществлялся сток воды, попадающей на палубу.

### Отличительные особенности
«Меркурий» отличался от других бригов русского флота меньшей осадкой и оснащением вёслами (по семь вёсел с каждого борта). Гребли этими вёслами стоя. Из-за меньшей осадки бриг имел и меньшую глубину интрюма, что ухудшало его ходовые качества. «Меркурий» был одним из первых русских бригов, при постройке которого применялась система набора по методу Сепингса — с диагональными сваями-ридерсами. Эта прогрессивная по тому времени система увеличивала прочность корабля, уменьшала спусковой перелом и раскачку элементов. Бриг был остойчив и хорошо держал высокую волну, однако в тихую погоду грузнел. Углубление форштевнем составляло 2,74 метра, ахтерштевнем — 3,90 метра. Углубление в полном грузу составляло, соответственно, 3,63 и 4,736 метра.

## История службы
В 1820—1827 годах «Меркурий» находился в плаваниях по Чёрному морю, занимаясь боевой подготовкой и выполняя отдельные приказания командования. В кампании 1827 года бриг крейсировал у берегов Абхазии, успешно борясь с судами контрабандистов.
С началом русско-турецкой войны 1828—1829 годов «Меркурий» участвовал во взятии Черноморским флотом крепостей Анапа, Варна, Инада, Бургас, Сизополь. 24 июля 1828 года совместно с пароходом «Метеор» сопровождал из Варны в Одессу фрегат «Флора» с императором Николаем I на борту.
В первой половине мая 1828 года «Меркурий» принял участие в захвате двух турецких транспортов с десантом. По одним данным, это произошло 8 (20) мая и «Меркурий» действовал вместе с катером «Сокол», по другим — 9 (21) мая вместе с бригом «Ганимед». Захваченные войска были отконвоированы в Сизополь. Также в 1828 году бриг «Меркурий» участвовал в конвоировании русских транспортов.
14 (26) мая 1829 года бриг «Меркурий» под командованием капитан-лейтенанта Александра Ивановича Казарского принял неравный бой с двумя турецкими линейными кораблями, из которого вышел победителем — бригу удалось нанести турецким кораблям повреждения, вынудившие их выйти из боя и прекратить преследование.
Получив сильные повреждения, «Меркурий» не принимал участия в дальнейших военных походах 1830—1831 годов, а с 1832 по 1836 находился в Севастопольском адмиралтействе на капитальном ремонте.
В кампаниях 1837—1839 годов бриг участвовал в высадках десантов на кавказском побережье, а в 1840—1843 годах крейсировал у берегов Кавказа.
В 1851—1852 годах «Меркурий» находился в практическом плавании в составе первой эскадры 4-й флотской дивизии.
В 1853 году бриг вновь курсировал у восточных берегов Чёрного моря в составе отряда контр-адмирала Фёдора Михайловича Новосильского, который в чине лейтенанта принимал участие в бою брига с турецкими кораблями, а с 1835 по 1838 сам командовал «Меркурием».
Во время обороны Севастополя в 1855 году корпус «Меркурия» использовался в качестве понтона при наведении моста через Южную бухту, а в 1856 году его отбуксировали в Николаев, где некоторое время использовали в качестве плавучего склада.
9 (21) ноября 1857 года приказом генерал-адмирала № 180 бриг «Меркурий» по причине крайней ветхости был исключён из списков флота и разобран.

## Командиры брига
Бригом «Меркурий» за 34 года службы командовали следующие офицеры:
1. 1820—1821 — капитан-лейтенант Иван Максимович Головин
2. 1821—1822 — капитан-лейтенант Лука Андреевич Мельников
3. 1822—1826 — капитан-лейтенант Аристарх Григорьевич Конотопцев
4. 1826—1828 — капитан-лейтенант Семён Михайлович Стройников
5. с 1829 года по 30 мая 1829 года — капитан-лейтенант Александр Иванович Казарский
6. с 09.06.1829-1829 года, по разным источникам, капитан-лейтенант Стерленгов Степан Алексеевич или лейтенант Алексей Иванович Рогуля
7. 1830—1831 — капитан-лейтенант Мефодий Петрович Панютин
8. 1835—1838 — капитан-лейтенант Фёдор Михайлович Новосильский
9. 1838—1840 — капитан-лейтенант Николай Павлович Вульф
10. 1840—1848 — капитан-лейтенант Николай Иванович Казарский (младший брат А. И. Казарского)
11. 1849—1850 — лейтенант Николай Павлович Макухин
12. 1850—1851 — капитан-лейтенант Николай Егорович Каландс
13. 1852—1853 — капитан-лейтенант Константин Яковлевич Явленский
14. 1854—1856 — капитан-лейтенант Сергей Фаддевич Загорянский-Кисель

## Бой брига с турецкими линейными кораблями «Селимие» и «Реал-бей»
Победа брига «Меркурий» в бою с двумя турецкими линейными кораблями — один из ярчайших эпизодов русско-турецкой войны, демонстрирующий силу духа, отвагу и мастерство русских моряков. Данный эпизод получил широкую известность, члены экипажа и сам корабль были щедро награждены.

### Команда брига по состоянию на май 1829 года
На май 1829 года численность команды брига «Меркурий» составляла 115 человек (в Предложении Правительствующему Сенату князя Алексея Долгорукого указана численность экипажа в 108 человек), среди них:
- Офицеров — 5
- Квартирмейстеров — 5
- Матросов 1 статьи — 24
- Матросов 2 статьи — 12
- Старшие юнги — 43
- Барабанщики — 2
- Флейтщик — 1
- Бомбардиры и канониры — 9
- Остальные — 14

Полный список офицеров:
1. Командир — Александр Иванович Казарский, капитан-лейтенант
2. Фёдор Михайлович Новосильский, флота лейтенант
3. Сергей Иосифович Скарятин, флота лейтенант
4. Дмитрий Петрович Притупов, мичман
5. Иван Петрович Прокофьев, поручик корпуса штурманов

Командиру брига Казарскому удалось организовать сплочённую команду из людей разных по убеждениям, положению, происхождению и темпераменту. Так, Фёдор Новосильский происходил из аристократической среды, был либералом, но при этом — очень требовательным офицером. Сергей Скарятин был потомственным моряком и старался воспитать в подчинённых умелость, расторопность и исполнительность. Мичман Дмитрий Притупов происходил из барской семьи и имел соответствующее воспитание. Он специально выписал себе из деревни крепостного, плававшего с ним в качестве денщика, поскольку иметь казённого денщика мичману не полагалось. Иван Прокофьев вышел из народа, поэтому нижние чины считали его своим покровителем. Ивану Петровичу удалось получить образование и звание офицера лишь благодаря упорству и таланту.

### Хронология боя

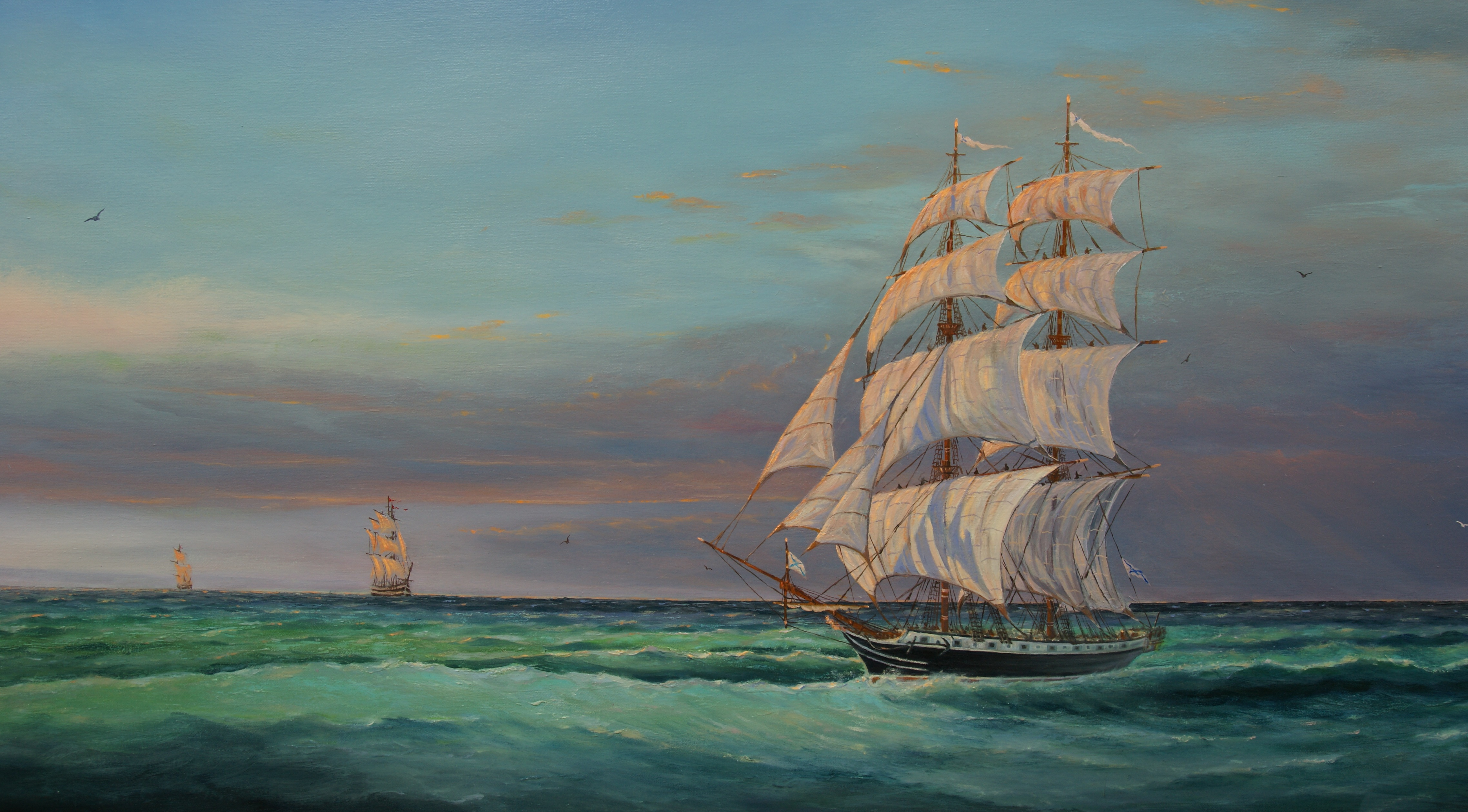
Встреча брига "Меркурий" с турецкими кораблями.

Три русских военных корабля — фрегат «Штандарт» и бриги «Орфей» и «Меркурий» — 14 мая 1829 года крейсировали на траверзе Пендераклии, когда увидели приближающуюся к ним на горизонте турецкую эскадру, значительно превосходящую их по силам. Поскольку необходимости принимать неравный бой не было, командир «Штандарта» капитан-лейтенант Павел Яковлевич Сахновский дал сигнал «Взять курс, при котором судно имеет наилучший ход». Русские корабли повернули в сторону Севастополя. Однако в тот день на море низовой ветер был слаб, и поэтому «Меркурию», обладавшему худшими ходовыми качествами, не удалось уйти от погони: несмотря на то, что были поставлены бом-брамсели, стаксели, лисели и в ход были пущены вёсла, он был настигнут двумя самыми крупными и быстроходными кораблями в турецкой эскадре — 110-пушечным «Селимие» и 74-пушечным «Реал-беем». На одном корабле находился адмирал (капудан-паша) турецкого флота, а другой шёл под вымпелом контр-адмирала.
Командир «Меркурия», обойдя по очереди всех офицеров, убедился в их единодушном желании принять бой, несмотря на явное неравенство сил. Первым высказался самый младший по чину — штурманский поручик И. Прокофьев (примечательно, что по возрасту он был самым старшим). Он предложил вступить в сражение со врагом, а в случае, если у брига будет сбит рангоут, откроется сильная течь или он иным образом будет лишён возможности сопротивляться, взорвать «Меркурий», сцепившись с одним из неприятельских кораблей. В итоге все офицеры единодушно приняли это предложение. Для исполнения этого решения командир брига Казарский положил заряженный пистолет на шпиль перед входом в пороховой склад, а кормовой флаг, чтобы тот ни при каких обстоятельствах не спустился, прибили к гафелю.
Позже в своём донесении адмиралу Грейгу Казарский писал:
…Мы единодушно решили драться до последней крайности, и если будет сбит рангоут или в трюме вода прибудет до невозможности откачиваться, то, свалившись с каким-нибудь кораблём, тот, кто ещё в живых из офицеров, выстрелом из пистолета должен зажечь крюйткамеру.
В половине третьего пополудни турки приблизились на расстояние выстрела, и их снаряды стали попадать в паруса и такелаж «Меркурия», а один попал в вёсла, выбив гребцов с банок. В это время Казарский сидел на юте и не разрешал стрелять, чтобы не тратить напрасно заряды. Это вызвало замешательство команды. Казарский, видя это, сказал матросам ободряющие слова: «Что вы, ребята? Ничего, пускай пугают — они везут нам Георгия…» Затем капитан приказал открыть ретирадные порты и сам, вместе с другими офицерами, чтобы не убирать вёсла и не отвлекать матросов от работы, открыл огонь из ретирадного орудия.
Первым атаковал трёхдечный «Селимие», имевший 110 пушек. Турецкий корабль попытался зайти в корму брига, чтобы произвести продольный залп. Лишь тогда Казарский пробил боевую тревогу и «Меркурий», уклонившись от первого залпа, сам дал полный залп правым бортом по противнику.
Через несколько минут к левому борту «Меркурия» подошёл двухдечный «Реал-бей», и русский бриг оказался зажатым между двумя вражескими кораблями. Тогда с «Селимие» закричали по-русски: «Сдавайся, убирай паруса!». В ответ на это на бриге закричали «ура» и открыли огонь из всех орудий и ружей. В результате турки были вынуждены убрать с марсов и реев уже готовые абордажные команды. Помимо ядер в бриг летели книппели и брандскугели. Тем не менее мачты оставались невредимыми, и «Меркурий» сохранял подвижность. Из-за обстрела на бриге трижды возникали пожары, которые, однако, быстро ликвидировались матросами.
В начале шестого часа удачными выстрелами канонира Ивана Лисенко удалось повредить ватер-штаг и бейфут грот-марса-рея «Селимие», после чего его марсель и брамсель заполоскали и повисли. Благодаря этому попаданию корабль неприятеля немного отстал и привёлся к ветру для ремонта. Тем не менее вслед «Меркурию» был дан полный залп, сбивший со станка одну из пушек.
Около шести часов было нанесено серьёзное повреждение и второму неприятельскому кораблю, «Реал-бею» — «Меркурию» удалось перебить его фор-брам-рей и нок фор-марса-рея, который, падая, увлёк за собой лисели. Упав, лисели закрыли порты носовых пушек, а свёртывание марселя лишило корабль возможности маневрировать. «Реал-бей» привёлся в бейдевинд и лёг в дрейф.
«Меркурий», получивший очень серьёзные повреждения и потеряв 10 человек убитыми и ранеными  из 115 членов экипажа, около 17 часов следующего дня присоединился к русскому флоту, вышедшему из Сизополя.

### Потери и повреждения

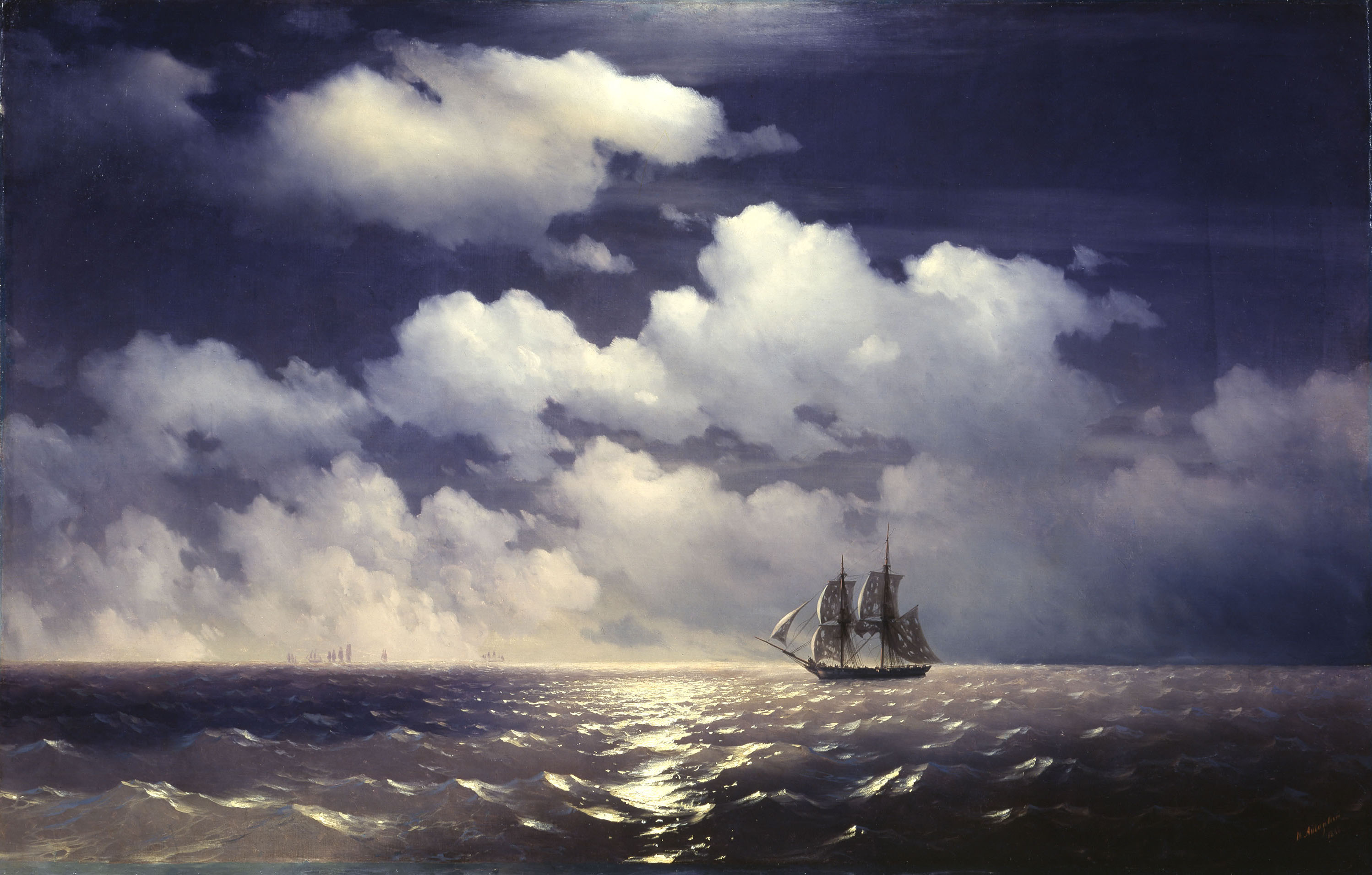
Иван Айвазовский. Бриг «Меркурий» после победы над двумя турецкими кораблями встречается с русской эскадрой (1848)

В результате боя «Меркурий» потерял убитыми 4 человека, ранеными 6 (в некоторых источниках говорится о восьми раненых) человек. Согласно рапорту Казарского было ранено шесть нижних чинов, при этом сам Казарский получил контузию головы.
Корабль получил следующие повреждения:
- 22 пробоины в корпусе
- 133 пробоины в парусах
- 16 повреждений в рангоуте
- 148 повреждений в такелаже
- все гребные суда на рострах оказались разбиты
- повреждена одна карронада[3].

C турецкой стороны, по официальным данным, убитых не было: команда «Меркурия», ставя своей основной задачей лишение противника хода, целилась в его рангоут и такелаж.
Примечательно, что во время боя на «Реал-Бее» вместе со своей командой находился предыдущий командир «Меркурия» — пленный капитан 2 ранга Стройников, без боя сдавший несколькими днями ранее фрегат «Рафаил».

### Реакция
Победа маленького брига в бою с двумя большими кораблями казалась настолько фантастической, что некоторые специалисты в военно-морском деле отказывались в неё верить. Английский историк военного флота Ф. Джейн, например, говорил: «Совершенно невозможно допустить, чтобы такое маленькое судно, как „Меркурий“, вывело из строя два линейных корабля».
Газета «Одесский вестник» о сражении писала:
Подвиг сей таков, что не находится другого ему подобного в истории мореплавания; он столь удивителен, что едва можно оному поверить. Мужество, неустрашимость и самоотвержение, оказанные при сём командиром и экипажем «Меркурия», славнее тысячи побед обыкновенных.

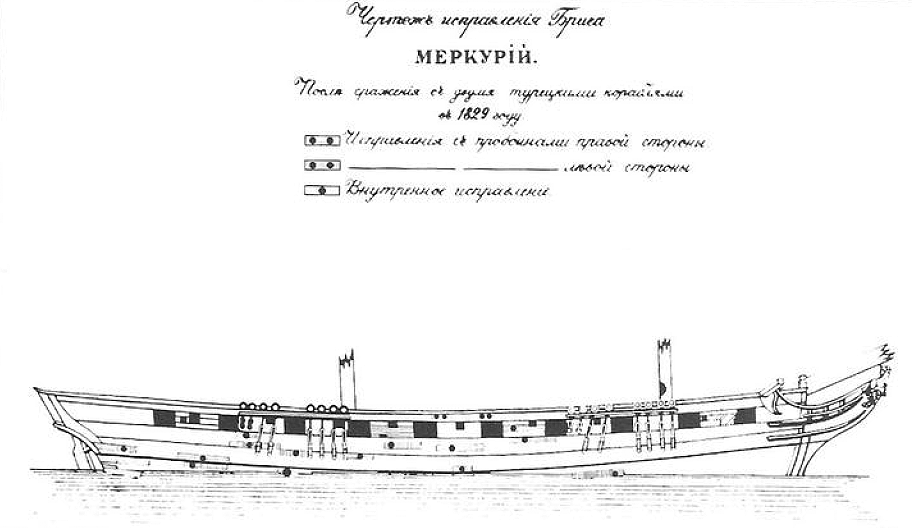
Повреждения корпуса брига «Меркурий», полученные в ходе боя 14 мая 1829 года

Штурман «Реал-бея» в своём письме, посланном из Биюлимана 27 мая 1829 года, так описал бой:
Во вторник, с рассветом, приближаясь к Босфору, мы приметили три русских судна, фрегат и два брига; мы погнались за ними, но только догнать могли один бриг в 3 часа пополудни. Корабль капудан-паши и наш открыли тогда сильный огонь. Дело неслыханное и невероятное. Мы не могли заставить его сдаться: он дрался, ретируясь и маневрируя со всем искусством опытного военного капитана, до того, что, стыдно сказать, мы прекратили сражение, и он со славою продолжал путь. Бриг сей должен был потерять, без сомнения, половину своей команды, потому что один раз он был от нашего корабля на пистолетный выстрел, и он, конечно, ещё более был бы повреждён, если бы капудан-паша не прекратил огня часом ранее нас.
И далее:
В продолжение сражения командир русского фрегата говорил мне, что капитан сего брига никогда не сдастся, и если он потеряет всю надежду, то тогда взорвёт бриг свой на воздух. Ежели в великих деяниях древних и наших времён находятся подвиги храбрости, то сей поступок должен все оные помрачить, и имя сего героя достойно быть начертано золотыми литерами на храме Славы: он называется капитан-лейтенант Казарский, а бриг — «Меркурий». С двадцатью пушками, не более, он дрался против двухсот двадцати в виду неприятельского флота, бывшего у него на ветре.

### Награды
Бриг «Меркурий», вторым, после линейного корабля «Азов», был награждён кормовым Георгиевским флагом и вымпелом (торжественная церемония поднятия флага и вымпела, на которой присутствовал и Казарский, состоялась 3 мая 1830 года). Кроме того, указом императора предписывалось всегда иметь в составе Черноморского флота бриг, построенный по чертежам «Меркурия».
Капитан-лейтенант Казарский и поручик Прокофьев получили орден Святого Георгия IV класса, остальные офицеры — ордена Святого Владимира IV степени с бантом, нижние чины — знаки отличия Военного ордена Святого Георгия. Все офицеры были произведены в следующие чины и получили право добавить на свои фамильные гербы изображение тульского пистолета, выстрелом которого предполагалось взорвать порох в крюйт-камере в том случае, если бриг потеряет возможность сопротивляться.
Согласно резолюции императора, капитан-лейтенант Казарский, кроме всего прочего, был произведён в капитаны 2 ранга и назначен флигель-адъютантом, а все офицеры и матросы корабля были удостоены права на пенсию в размере их двойного жалования.

### Причины победы «Меркурия»
При численном сравнении военной мощи турецких кораблей и русского брига — 184 орудия против 20, даже не считая разницу калибров — победа «Меркурия» представляется совершенно невозможной, тем не менее при детальном анализе условий боя можно сделать вывод о том, что победа брига не является невероятным событием. По сравнению с турецкими кораблями, учитывая условия боя, «Меркурий» имел следующие преимущества:
- Каждый из турецких кораблей мог стрелять только одним бортом, в то время как «Меркурий», имея противника по оба борта, мог использовать все имеющиеся орудия. Кроме того, в ближнем бою турецкие корабли не могли использовать погонные и ретирадные пушки, которых на каждом корабле было, вероятно, около десяти штук[прим. 2].
- Карронады, бывшие на вооружении у брига, были эффективны в ближнем бою, а имея меньшие размеры, позволяли стрелять в более высоком темпе из-за сравнительной простоты перезарядки.
- В течение всего боя турецкие корабли не могли занять траверсного положения относительно «Меркурия» как благодаря грамотному маневрированию брига, так и по причине малой дистанции — во избежание попадания ядер одного турецкого корабля в другой.
- При нахождении близко, но немного позади «Меркурия» корабли, учитывая их обводы, могли прицельно стрелять только из восьми-десяти носовых пушек, поскольку в бортовых амбразурах пушки могут поворачиваться не более, чем на 15 градусов, в то время, как короткие карронады «Меркурия» имели бо́льшие возможности для прицеливания и могли вести огонь по рангоуту и такелажу противника. Таким образом, практически в течение всего боя, за исключением двух эпизодов, соотношение действующих стволов составляло 16—20 у турок против 18 у русских.
- При близкой дистанции боя турецкие корабли могли попадать в более низкий борт «Меркурия» только выстрелами с нижних деков.
- В произошедшем полутора годами ранее Наваринском сражении был уничтожен весь турецкий флот, что существенно ослабило морские силы Турции, и экипаж «Меркурия» столкнулся с гораздо менее опытным турецким экипажем.

## Увековечивание памяти

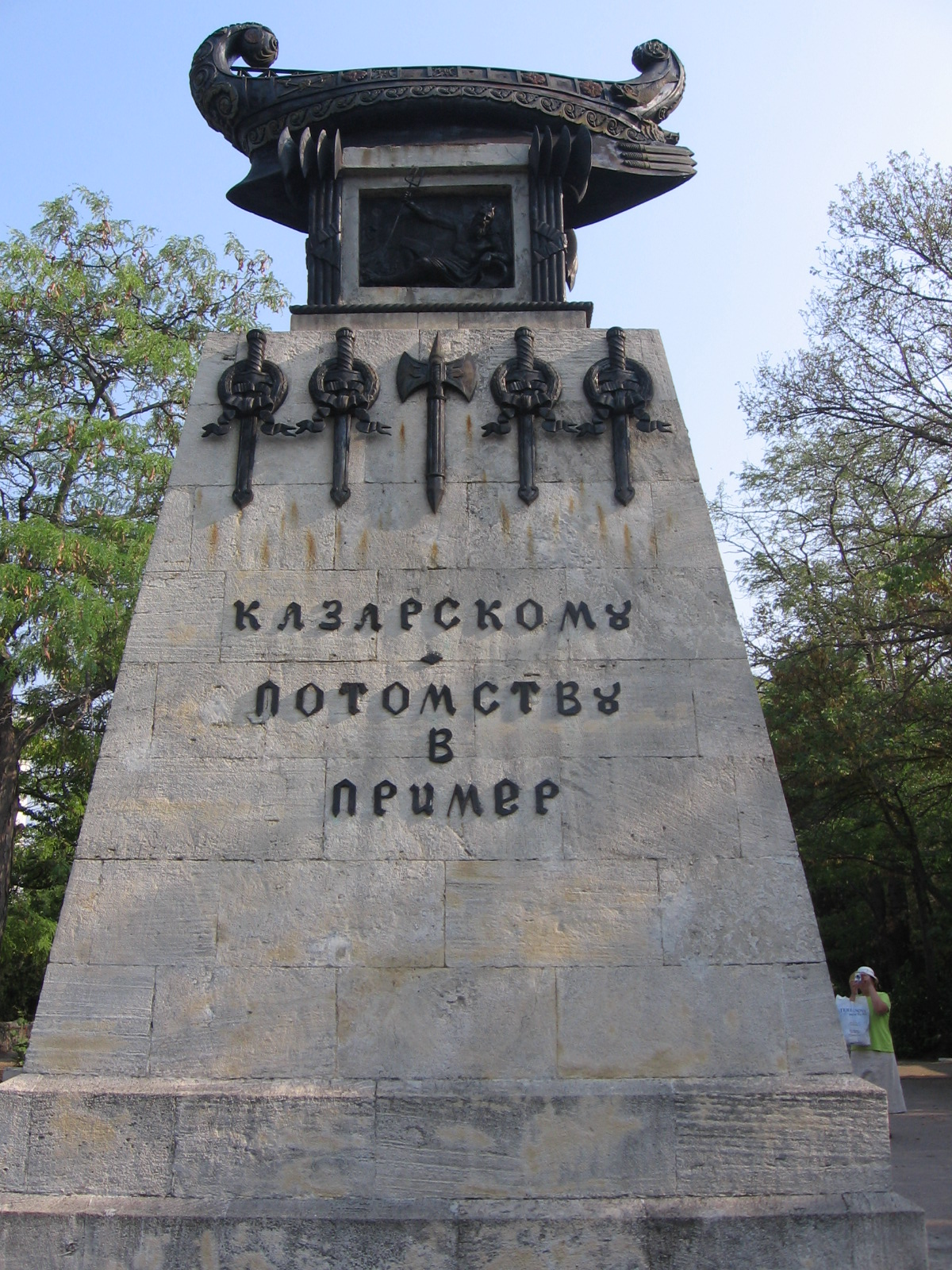
Памятник А. И. Казарскому и подвигу брига «Меркурий».

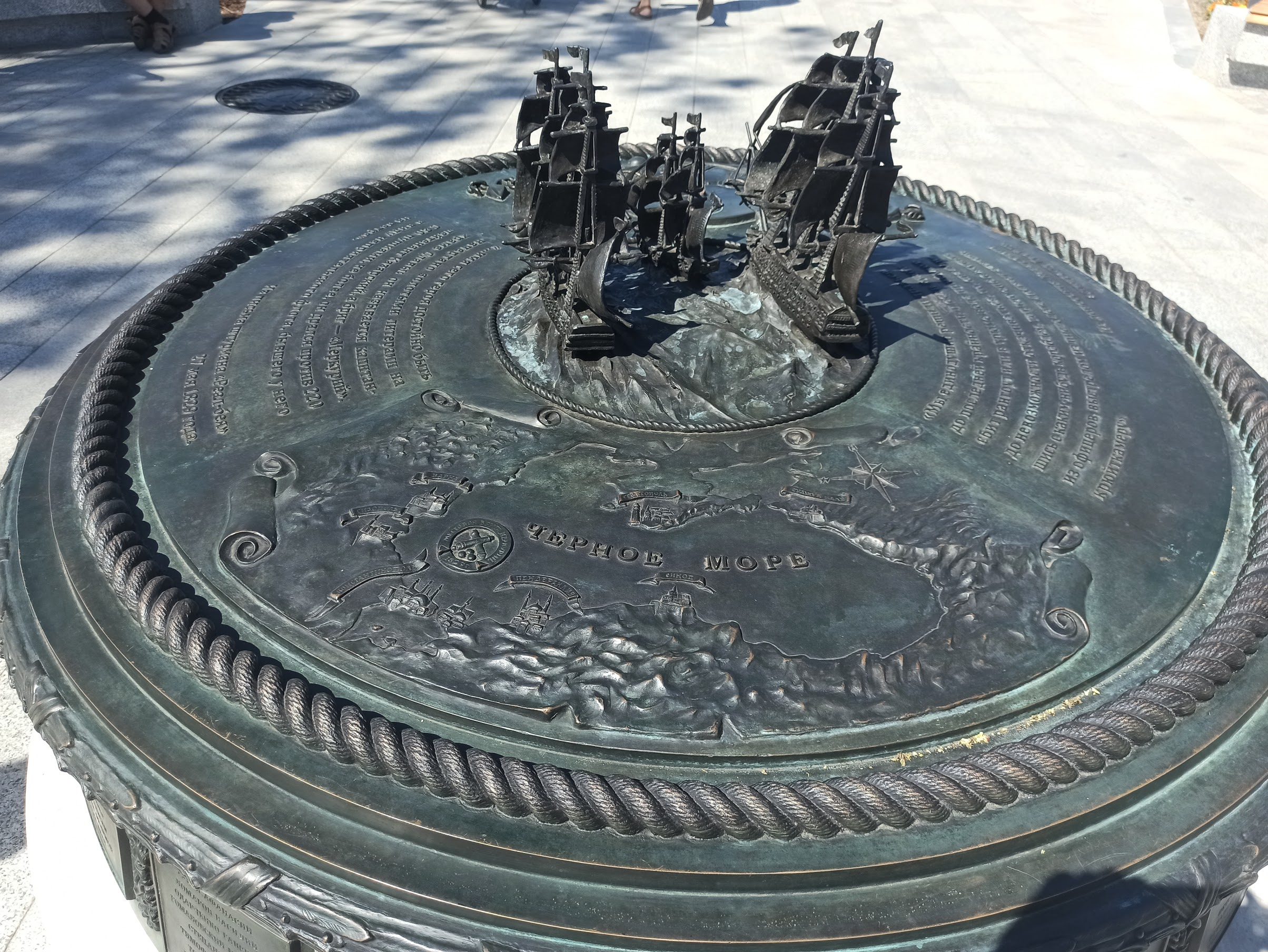
Памятный знак, посвящённый подвигу брига «Меркурий», на Матросском бульваре

Первым предложил увековечить подвиг брига командующий Черноморской эскадрой адмирал М. П. Лазарев. По его же инициативе проводился сбор средств на сооружение памятника.
Памятник выглядит следующим образом. На высоком прямоугольном пьедестале, слегка сужающемся кверху, установлено отлитое из металла символическое военное судно античности — трирема. Верхнюю часть пьедестала украшают бронзовые жезлы бога Меркурия, именем которого назван бриг. Чугунный плинт украшен рельефами, в аллегорической форме отображающими событие, которому посвящён памятник. На трёх сторонах плинта изображены бог морей Нептун, покровитель мореплавания и торговли Меркурий, крылатая богиня победы Ника; на западной стороне выполнен барельефный портрет капитана «Меркурия» — Казарского.
Памятник был заложен на Матросском бульваре в 1834 году, к пятилетию подвига, а открыт в 1839-м. Автором проекта является академик архитектуры Александр Павлович Брюллов, брат известного художника Карла Брюллова.
Памятник А. И. Казарскому и подвигу брига «Меркурий» стал первым памятником, воздвигнутым в Севастополе. Памятник перенёс несколько реставраций. Общая его высота — 5,5 м. Постамент сооружён из местного крымбальского камня. Лаконичная надпись, сделанная на пьедестале, гласит: «Казарскому. Потомству в пример».
Ещё один памятник установлен в Москве, на пересечении двух проспектов — Севастопольского и Нахимовского. Представляет собой золотой корабль на высоком пьедестале.
Указ Николая I предписывал всегда иметь в составе Черноморского флота бриг, аналогичный «Меркурию», с его флагом и командой:
Мы желаем, дабы память безпримернаго дела сего сохранилась до позднейших времён, вследствие сего повелеваем вам распорядиться: когда бриг сей приходит в неспособность продолжать более служение на море, построить по одному с ним чертежу и совершенным с ним сходством во всём другое такое же судно, наименовав его «Меркурий» приписав к тому же экипажу, на который перенести и пожалованный флаг с вымпелом; когда же и сие судно станет приходить в ветхость, заменить его другим новым, по тому же чертежу построенным, продолжая сие таким образом до времён позднейших. Мы желаем, дабы память знаменитых заслуг команды брига «Меркурий» и его никогда во флоте не исчезала а, переходя из рода в род на вечныя времена, служила примером потомству.
В честь подвига «Меркурия» под руководством мастера Ф. П. Толстого в 1829 году была изготовлена бронзовая памятная медаль.

### Живопись

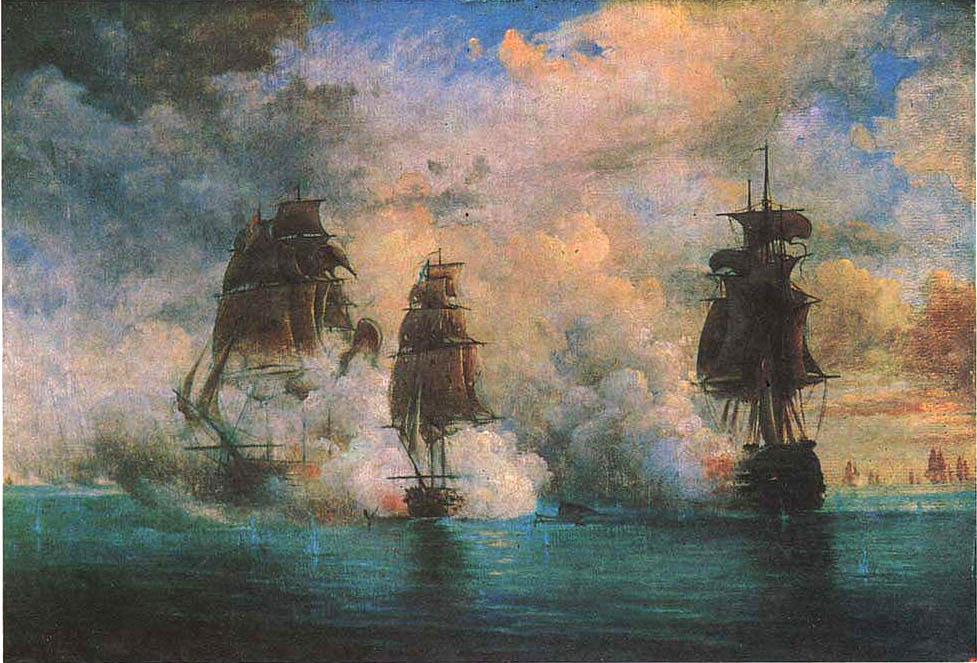
Картина Николая Красовского

Подвиг «Меркурия» был широко представлен в живописи. В частности, известным маринистом Айвазовским написаны картины:
- Бриг «Меркурий» после победы над двумя турецкими кораблями встречается с русской эскадрой (1848)
- Бриг «Меркурий», атакованный двумя турецкими кораблями (1892)

Подвигу брига «Меркурий» посвятили свои полотна и другие живописцы: Барри, Иванов, Лубянов, Красовский, Чернецов, Печатин. Рама для картины Красовского изготовлена из дерева корпуса «Меркурия». На картине, авторство которой предположительно принадлежит А. Шифлару, видно использование экипажем «Меркурия» вёсел.
Положение кораблей, изображённое на картине Айвазовского, при котором бриг зажат между двумя турецкими кораблями, находясь на малом расстоянии от них, вряд ли оставляет «Меркурию» какие-либо шансы на выживание, поэтому, согласно ряду мнений, не может быть исторически достоверным. Однако, возможно, что такое положение было выбрано автором для придания излишнего трагизма ситуации, для акцента именно на безнадёжности положения брига.
Полотна других авторов (Красовский, Барри, Печатин), будучи менее известными, тем не менее, дают более реалистичную картину произошедших событий с учётом повреждений кораблей, их галсов и направления ветра.

### «Память Меркурия»

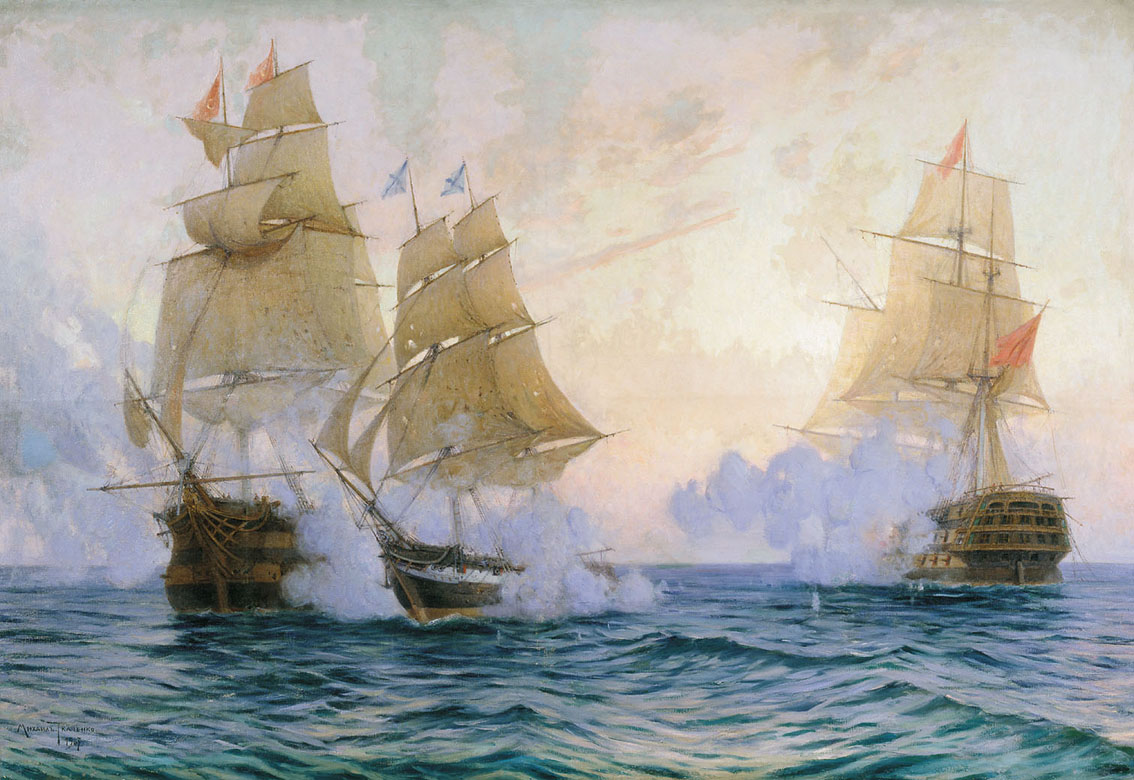
Картина Михаила Ткаченко, 1907.

Подвиг брига «Меркурий» был увековечен и в названиях ещё нескольких кораблей. Три военных корабля Черноморского флота поочерёдно носили название «Память Меркурия»:
- Корвет «Память Меркурия», 1865;
- Крейсер «Память Меркурия», 1883[5];
- Крейсер «Кагул», спущенный на воду в 1902 году, в 1907 году был переименован в «Память Меркурия», и на него был передан Георгиевский флаг. Крейсер носил это имя до 1918 года, когда он был переименован в «Гетмана Ивана Мазепу»[48]. В 1917 году на крейсере был поднят жёлто-голубой украинский флаг, и абсолютное большинство матросов и офицеров покинуло корабль, забрав с собой и Георгиевский флаг[49].

После этого в российском и советском флоте до конца 1960-х годов не было корабля, названного в честь брига, пока не появилось малое гидрографическое судно «Память Меркурия». В 1990-е годы судно участвовало в коммерческих грузовых рейсах между Турцией и Крымом. В 2001 году, в 90 милях от Севастополя, перегруженная турецкими товарами, «Память Меркурия» затонула. Погибли или пропали без вести 7 членов экипажа и 13 пассажиров.
В начале 2019 года имя «Меркурий» получил строящийся корвет проекта 20386, изначально называвшийся «Дерзким». 15 октября 2021 года принято решение о переименовании корвета 22380 «Ретивый», практически законченного постройкой для Черноморского Флота ВМФ России, в «Меркурий»; с возвращением старого названия кораблю проекта 20386.
Именем капитана Казарского назван бриг Балтийского флота, минный крейсер Черноморского флота и морской тральщик. 8 июня 1954 года в честь Казарского была названа улица в Нахимовском районе Севастополя, ранее носившая имя Четвёртой Параллельной. В честь Казарского также была названа улица в Ленинском районе Николаева (микрорайон Водопой).

### Кино
В ноябре 2018 года Минобороны России приняло решение об оказании помощи в съёмках фильма о подвиге экипажа брига «Меркурий» во время Крымской войны. Режиссёр фильма — Юрий Кара, к съёмкам планировалось приступить в 2019 году.

### Комментарии
1. ↑  Имеется в виду пленный С. М. Стройников.
2. ↑  Технических характеристик турецких кораблей не сохранилось, однако, исходя из того, что турецкий флот того времени строился и вооружался под наблюдением французских специалистов, можно ожидать, что технические характеристики кораблей и вооружения были близки к таковым во французском флоте.